# شکارگیرها
شکارگیرها (نام علمی: Austrogomphus) نام یک سرده از خانواده آسیابک‌های دم‌چماقی است.